# کپ سن دیه‌گو
کپ سن دیه‌گو (به انگلیسی: Cap San Diego) یک کشتی است که طول آن ۱۵۹٫۴۰ متر (۵۲۳٫۰ فوت) می‌باشد.